# 사세보 중공업

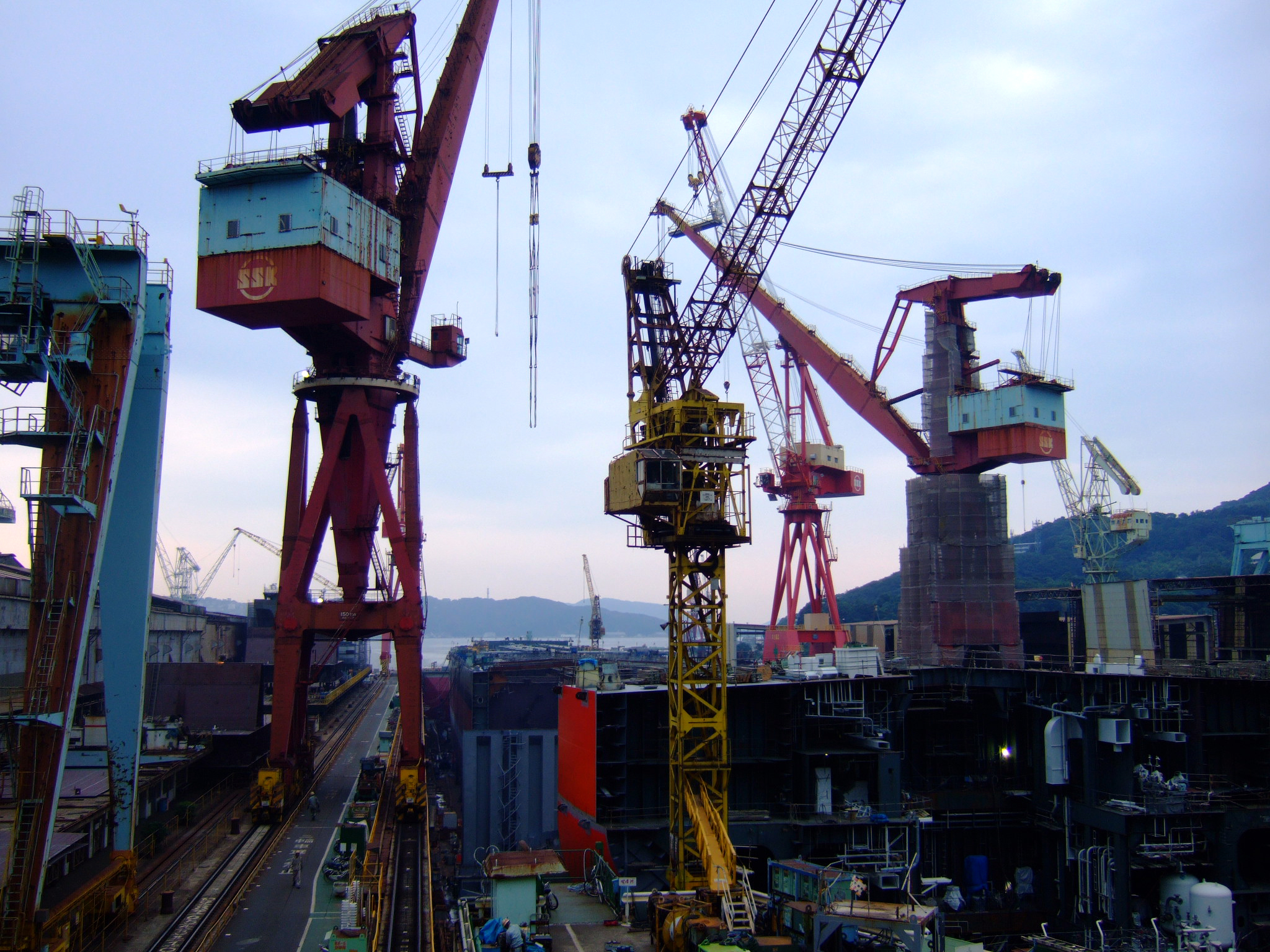

사세보 중공업 주식회사(佐世保重工業)는 나가사키현 사세보시에 주요 기반을 둔 중공업을 기반으로 하는 기업으로 ‘나무라 조선소’의 자회사이다. 통칭은 SSK이고, 설립될 때 원래의 명칭인 사세보 선박공업의 머리글자이다.

## 개요
주력 공장은 타테가미마치(立神町) 일대에 펼쳐진 조선 공장으로 철구조 부문은 교외의 시라타케(白岳) 지구에 두고 있었다. 그러나 최근 철구조 사업에서 철수했기 때문에, 2011년을 기준으로 시라타케 공장은 공터가 되었다.
1946년에 일본 제국 해군의 사세보 해군 조선소의 토지와 시설을 계승하는 형태로 설립되었다. 주요 업종은 선박, 함정 건조와 개조, 수리였다. 사세보 시에 기지를 가진 해상자위대와 미국 해군 함정의 유지 보수와 수리 등도 다루고 있다. 기타는 선박용 기계 제조, 화학 공업 기계 제조, 단조품 제조 등을 실시하고 있다.
구내 시설 중 제4부두에 250톤 크레인은 1913년에 영국에서 도입된 것으로 현재도 사용되고 있다. 이 크레인은 한때 전함 무사시의 의장 공사에도 사용되었다. 제4부두는 ‘야마토’, ‘무사시’의 정비를 위해 극비리에 굴착한 해군 조선소 제7부두였지만, 준공 이전 ‘무사시’가 한 번 사용으로 용도가 끝났다. 이 도크를 활용한 것은 제2차 세계 대전이 끝난 직후 처음으로 항공 모함 준요, 이부키, 가사기 3척을 모두 수납한 후 해체했다. 1962년에는 이데미츠고산(出光興産)에서 수주한 13 만톤 유조선 ‘니쇼우마루 3대’의 건조에 사용되었다. 또한, 제2도크는 미 해군과 해상자위대가 공동으로 사용하는 시설로 제공되며, SSK가 독자적으로 상업적으로 사용할 수 없다. 또한 해군 조선소 시대의 벽돌 건물이 많이 현존하고 있으며, 현재도 공장 시설로 사용되고 있다.
벤처기업인 서일본 유체 기술 연구소는 동사에서 스핀아웃한 기술자 집단이며, 조카초 ‘사세보’로부터 단 7명으로 독립한 그들의 모험은 소설이 되었다.